# Chapada Diamantina Nationalpark
Chapada Diamantina Nationalpark er en 1.520 km² stor nationalpark i Chapada Diamantina regionen i delstaten Bahia i Brasilien.
For at komme til Chapada Diamantina Nationalpark skal man til byen Lençois, som ligger 425 kilometer fra hovedstaden Salvador i delstaten Bahia. Den bedste tid at besøge Chapada Diamantina er fra marts til oktober måned, hvor det ikke regner så meget.
Nationalparken indeholder en blanding af bjerge, floder, vandfald, grotter og anden natur. Af mere end 35 floder er Paraguacu og Preto de største. På grund af variationer i klima og vegetation finder man mange forskellige slags dyr og fugle. Chapada Diamantina har mange attraktioner, herunder ”Poco Encantado”, hvor solens stråler rammer grottens vand på et bestemt tidspunkt og gør vandet turkisblåt. Bjerget Pai Inácio, som ligger 30 kilometer fra byen Lençoism, kan bestiges, og herfra har man en fantastisk udsigt over området.

## Eksterne links
- Nationalparkens hjemmeside Arkiveret 17. maj 2016 hos  Wayback Machine'

12°52′49″S 41°22′20″V / 12.8803°S 41.3722°V